# J. D. Williams
J. D. Williams (Newark, 22 maggio 1978) è un attore statunitense.

## Biografia
Nato a Newark, ha frequentato la Newark Arts High School.
Williams è conosciuto principalmente per avere interpretato Bodie Broadus in The Wire e Kenny Wangler in Oz.
Si è segnalato pure per la avere partecipato a uno spot per la FedEx e a dei videoclip musicali.

## Filmografia

### Attore

#### Cinema
- Death Riders, regia di Gregory Vernon Jeffery (1994)
- 24 ore donna (The 24 Hour Woman), regia di Nancy Savoca (1999)
- Poopie Tang, regia di Louis C.K. (2001)
- Snipes, regia di Rich Murray (2001)
- Mr. Smith Gets a Hustler, regia di Ian McCrudden (2002)
- Falling Awake, regia di Agustín (2009)
- Code Blue, regia di Arthur Alston (2010)
- Happy New Year, regia di K. Lorrel Manning (2011)
- Shanghai Hotel, regia di Jerry Allen Davis (2011)
- After Hours: The Movie, regia di Koach K. Rich e Kevin R. Richardson (2011)
- Zoo, regia di Jay Rodriguez Jr. (2012)
- Surving Family, regia di Laura Thies (2012)
- Rompicapo a New York (Casse-tête chinois), regia di Cédric Klapisch (2013)
- An American in Hollywood, regia di Sai Varadan (2014)
- Cymbeline, regia di Michael Almereyda (2014)
- Shelter, regia di Paul Bettany (2014)
- Guns and Grams, regia di Larry Derr (2016)
- A Vigliante, regia di Sarah Daggar-Nickson (2018)
- Blood Brother, regia di John Pogue (2018)
- Clipped Wings, They Do Fly, regia di William Michael Barbee (2018)
- Guns and Grams, regia di Larry Derr (2020)

#### Televisione
- New York Undercover - serie TV, episodio 3x13 (1997)
- Oz - serie TV, 23 episodi (1997-2000)
- Law & Order - I due volti della giustizia (Law & Order) - serie TV, episodio 8x13 (1998)
- I Soprano (The Sopranos) - serie TV, episodio 1x02 (1999)
- Squadra emergenza (Third Watch) - serie TV, episodio 1x01 (1999)
- Trinity - serie TV, episodio 1x08 (1999)
- Homicide (Homicide: Life on the Street) - serie TV, episodio 7x21 (1999)
- Sex and the City - serie TV, episodio 3x05 (2000)
- 100 Centre Street - serie TV, 2 episodi (2001)
- Big Apple - serie TV, episodio 1x05 (2001)
- The Wire - serie TV, 46 episodi (2002-2006)
- The Kill Point - serie TV, 8 episodi (2007)
- Nite Tales: The Series - serie TV, episodio 1x03 (2009)
- Detroit 1-8-7 - serie TV, 2 episodi (2010-2011)
- The Good Wife - serie TV, 6 episodi (2010-2015)
- Blue Bloods - serie TV, episodio 2x18 (2012)
- The Following - serie TV, 3 episodi (2014)
- Black Box - serie TV, 3 episodi (2014)
- Deadbeat - serie TV, episodio 2x11 (2015)
- Law & Order - Unità vittime speciali (Law & Order: Special Victims Unit) - serie TV, episodi 17x17-17x18 (2016)
- Saints & Sinners - serie TV, 33 episodi (2016-2021)
- The Night Of - Cos'è successo quella notte? (The Night Of) - serie TV, 4 episodi (2016)
- The Probe, regia di Derrick Hammond - film TV (2019)
- Manifest - serie TV, episodio 2x05 (2020)

#### Cortometraggi
- Popcorn Shrimp, regia di Christopher Walken (2001)
- The Second Line, regia di John Magary (2007)
- The Lost Book of Rap, regia di Ron Elliot (2013)
- The Choir, regia di Randall Okita (2016)
- One Sweet Night, regia di Daniel Pfeffer (2020)
- Bruiser, regia di Miles Warren (2021)

### Doppiatore

#### Videogiochi
- The Warriors (2005)
- True Crime: New York City (2005)
- Midnight Club: Los Angeles (2008)
- Cash Rules (2008)

## Doppiatori italiani
Nelle versioni in italiano delle opere in cui ha recitato, J. D. Williams è stato doppiato da:
- Nanni Baldini in Oz, Law & Order - I due volti della giustizia
- Paolo Vivio in The Wire, Blue Bloods
- Mirko Mazzanti in The Good Wife, Manifest
- Stefano Billi in I Soprano
- Simone Crisari in The Following
- Alessio Puccio in The Night Of - Cos'è successo quella notte?